# Tristan Brandt

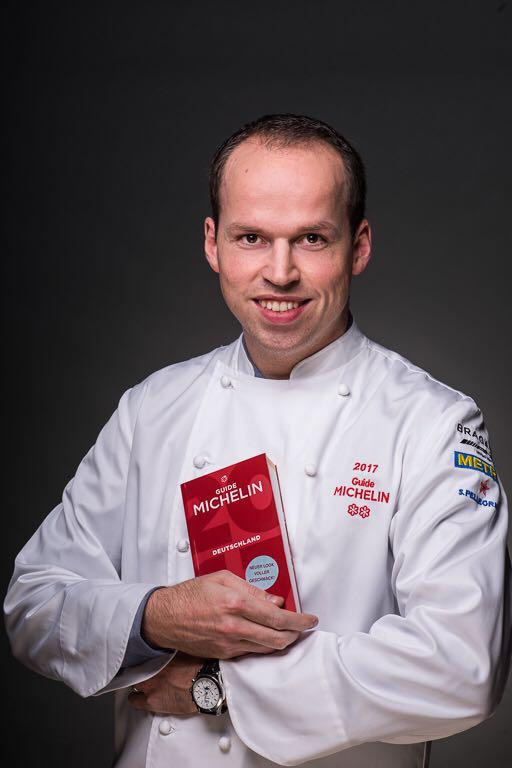
Tristan Brandt auf der MICHELIN Sterneverleihung 2016.

Tristan Brandt (* 24. Februar 1985 in Mainz) ist ein deutscher Koch und Unternehmer.

## Leben und Wirken
Nach seiner Ausbildung wechselte Brandt 2004 ins Schwarz das Restaurant (ein Guide Michelin–Stern) in Heidelberg zu Manfred Schwarz. 2006 folgten zwei Jahre im Restaurant Schwarzwaldstube unter Harald Wohlfahrt (drei Michelin–Sterne). Auslandserfahrung sammelte Brandt im Elsass bei Jean-Georges Klein (drei Michelin Sterne) und in Shanghai, China bei Stefan Stiller (drei Michelin–Sterne). Von 2010 bis 2012 war Tristan Brandt bei Christian Bau (drei Michelin–Sterne) in Victor’s Gourmet-Restaurant im Schloss Berg als Sous Chef tätig. Ende 2012 absolvierte er an der Hotelfachschule Heidelberg die Prüfung zum Küchenmeister. Von Januar bis Juli 2013 arbeitete er mit Dieter Müller (drei Michelin–Sterne) auf der MS Europa.
Von August 2013 bis Mai 2020 war Tristan Brandt Küchenchef im Restaurant Opus V im Modehaus der Engelhorn KGaA. 2014 erhielt das Opus V den ersten Michelin–Stern. Der Gault-Millau vergab 16 von 20 möglichen Punkten und zeichnete Brandt als „Junges Talent 2015“ aus. Ende 2016 folgte der zweite Michelin–Stern für das Opus V sowie 18 Punkte und Aufsteiger des Jahres in Baden-Württemberg im Gault-Millau 2017. Nach Gründung der engelhorn Gastro GmbH wurde Tristan Brandt als Geschäftsführer eingesetzt. Anfang Juni 2020 verließ er das Opus V und die engelhorn Gastro GmbH.
Im Juli 2020 wurde Brandt Geschäftsführer im Restaurant 959 in Heidelberg, wo er bis Dezember 2022 tätig war.
Im Dezember 2020 wurde er Patron des Gourmet-Restaurants epoca by Tristan Brandt im Waldhaus Flims Wellness Resort in Flims in der Schweiz. 2022 wurde das EPOCA by Tristan Brandt mit einem Michelin–Stern ausgezeichnet und erhielt 17 Punkte von Gault-Millau Schweiz. Das epoca zog im November 2023 nach Zürich um und war bis Ende 2025 Teil des Restaurantkonzepts Sonnenberg. Im Oktober 2022 eröffnete Brandt als Patron das Riva by Tristan Brandt in Pforzheim (bis Ende 2024) und im Dezember 2022 das neue Fine Dining Restaurant Tambourine Room by Tristan Brandt im Carillon Wellness Resort in Miami, das im Mai 2023 mit dem ersten Michelin–Stern ausgezeichnet wurde und diesen 2024 erfolgreich verteidigen konnte. Tristan Brandt ist außerdem seit der Saison 2023/2024 kulinarischer Patron des WinterVarieté by Tristan Brandt, einer Dinnershow in Heidelberg, und ist dort verantwortlich für das Gourmetkonzept. Ebenfalls im November 2023 eröffnete das Hotel Prätschli in Arosa das saisonale Fine Dining Restaurant Artis by Tristan Brandt unter seiner Brandts kulinarischer Patronschaft. Für Mai 2025 ist die Eröffnung des Schlossparkrestaurant by Tristan Brandt in Weinheim geplant.

## Auszeichnungen
- 2011: 2. Platz beim Kochwettbewerb „Koch des Jahres“ auf der Anuga in Köln
- 2014: Ein Stern im Guide Michelin 2015
- 2014: 16 Punkte & Junges Talent im Gault-Millau| 2015
- 2015: Newcomer des Jahres, Gusto
- 2015: 3. Platz bei der Leserwahl „Aufsteiger des Jahres 2015“, Der Feinschmecker
- 2016: Zwei Sterne im Guide Michelin 2017[15]
- 2016: 18 Punkte & Aufsteiger des Jahres in Baden-Württemberg im Gault-Millau 2017
- 2021: 16 Punkte im Gault-Millau Schweiz 2022 für sein Restaurantkonzept epoca by Tristan Brandt
- 2022: Ein Stern im Guide Michelin für sein Restaurantkonzept epoca by Tristan Brandt[16]
- 2022: 17 Punkte im Gault-Millau Schweiz 2023 für sein Restaurantkonzept epoca by Tristan Brandt[17]
- 2023: Ein Stern im Guide Michelin für sein Restaurantkonzept Tambourine Room by Tristan Brandt[18]